# 维河畔圣迈克桑
维河畔圣迈克桑（法語：Saint-Maixent-sur-Vie，法語發音：[sɛ̃ mɛksɑ̃ syʁ vi]）是法国卢瓦尔河地区大区旺代省的一个市镇，属于莱萨布勒多洛讷区。

## 地理
维河畔圣迈克桑（46°44'25"N, 1°49'16"W）面积10.71 平方千米，位于法国卢瓦尔河地区大区旺代省，该省份为法国西部沿海省份，北起大西洋卢瓦尔省和曼恩-卢瓦尔省，西临大西洋，南至滨海夏朗德省，东部及东南部与德塞夫勒省接壤。
与维河畔圣迈克桑接壤的市镇（或旧市镇、城区）包括：科埃克斯、科姆基耶、勒弗努耶、圣雷韦朗。

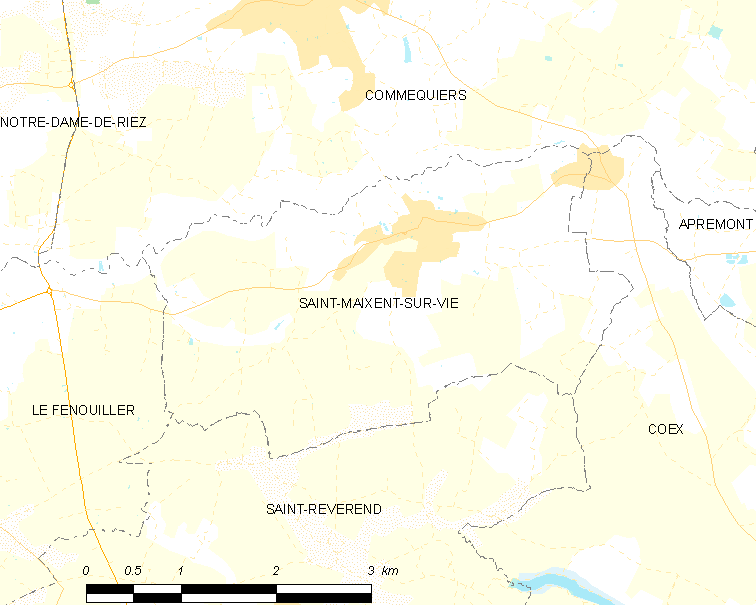
维河畔圣迈克桑的OSM定位图

维河畔圣迈克桑的时区为UTC+01:00、UTC+02:00（夏令时）。

## 行政
维河畔圣迈克桑的邮政编码为85220，INSEE市镇编码为85239。

## 政治
维河畔圣迈克桑所属的省级选区为圣伊莱尔德里耶县。

## 人口

1962-2008年间维河畔圣迈克桑人口变化图示

维河畔圣迈克桑于2022年1月1日时的人口数量为1196人。